# هری بستویک
هری بستویک (انگلیسی: Harry Bestwick؛ ۳۰ مه ۱۸۶۴ – ۱۹۴۶ (۸۱−۸۲ سال)) بازیکن فوتبال بود.
از باشگاه‌هایی که در آن بازی کرده‌است می‌توان به باشگاه فوتبال دربی کانتی اشاره کرد.